# Dødt løb
Der kan indtræffe dødt løb i flere forskellige sportsgrene. Dødt løb betyder at to eller flere sportsudøvere ender på samme plads i en begivenhed. Det kan fx være når to cykelryttere kører over stregen på samme tid, men det kan også hænde i fodbold, hvis to fodboldklubber ender sæsonen med samme antal point, som det skete i Bundesligaen i 2005.
Dødt løb hænder ofte i især hestevæddeløb, da hestene typisk kæmper side om side med få centimers afstand. Derudover er dødt løb også almindeligt i greyhound løb og golf, men denne artikel fokuserer på dødt løb i hestevæddeløb.

## Definition af dødt løb i hestevæddeløb
Dansk Hestevæddeløb har endda skabt en ordbog med titlen ”Galopsportens ordbog”, hvor de blandt andet definerer dødt løb. Her beskrives dødt løb, som når to eller flere heste når målstregen samtidig, så rækkefølgen ikke kan adskilles, end ikke af målfilmen. Dette skete blandt andet ved Amerikanerløbet på Nykøbing F. Travbanen i 2015, hvor målfotoet ikke kunne skille Ravello GT og Raven Chat ad ved målstregen.
Moderne teknologi kan ofte skille sportsudøvere ad i forbindelse med dødt løb. Typisk vil en af hestene være den første til at krydse stregen med en af sine hestehove, men der er tilfælde hvor teknologien ikke kan bidrage til at finde én vinder.

## Hvad sker der, hvis man har spillet på et dødt løb?
Hestevæddeløb er en af de mest traditionelle former for pengespil på en sportsgren. Det ligger endda i navnet heste-”væddeløb”. Her spilles der typisk på vinderen og derfor er det vigtigt at vide, hvad der sker, hvis man har spillet på et løb, som ender som dødt løb.
Dette kan variere fra den ene bookmaker til den anden, men typisk udregner bookmakeren indsatsen i forhold til hvor mange, der ender med at vinde. Ofte er der dødt løb mellem to heste og i dette eksempel, vil din gevinst være halvdelen af, hvad den kunne have været.
Der har også været dødt løb mellem tre heste og sker det i dit tilfælde vil din gevinst blive divideret med tre og derfor vil din gevinst svare til en tredjedel af, hvad den kunne have været.

## Udregning af gevinst på dødt løb
Du kan bruge nedenstående ligninger til at udregne dine gevinster i forbindelse med døde løb.

### Vindermarkeder med to vindere
[(din indsats / 2) x (bookmakerens odds – 1)] – (din indsats / 2) = gevinst/tab

### Vindermarkeder med to eller flere vindere
[(din indsats / antal af løbets vindere) x (bookmakerens odds – 1)] – [dinindsats x (antal af løbets vindere - 1) / antal af løbets vindere] = gevinst/tab

## Eksterne links
Galopsportens ordbog på Jydsk væddeløbsbane Arkiveret 15. juli 2019 hos  Wayback Machine
Dødt løbs definition Arkiveret 15. juli 2019 hos  Wayback Machine